# Mordellistenula plutonica
Mordellistenula plutonica là một loài bọ cánh cứng trong họ Mordellidae. Loài này được Compte miêu tả khoa học năm 1970.